# Стадион Сен-Симфорьен
Сен-Симфорьен (фр. Stade Saint-Symphorien) — главная спортивная арена Меца . Этот футбольный стадион используется футбольным клубом «Мец». Это самый большой стадион в Лотарингии, и после незавершенных работ он также станет самым большим стадионом в регионе Гранд-Эст, опередив стадион «Стад Де Ле Мено» в Страсбурге.

## История
По инициативе президента Мориса Мишо из Cercle Athlétique Messin в 1921 году клуб учредил ассоциацию недвижимости с целью строительства стадиона на острове Сен-Симфорьен. Стадион «Сен-Симфорьен» был открыт в августе 1923 года с опозданием, так как крыша трибуны рухнула во время снятия опалубки.

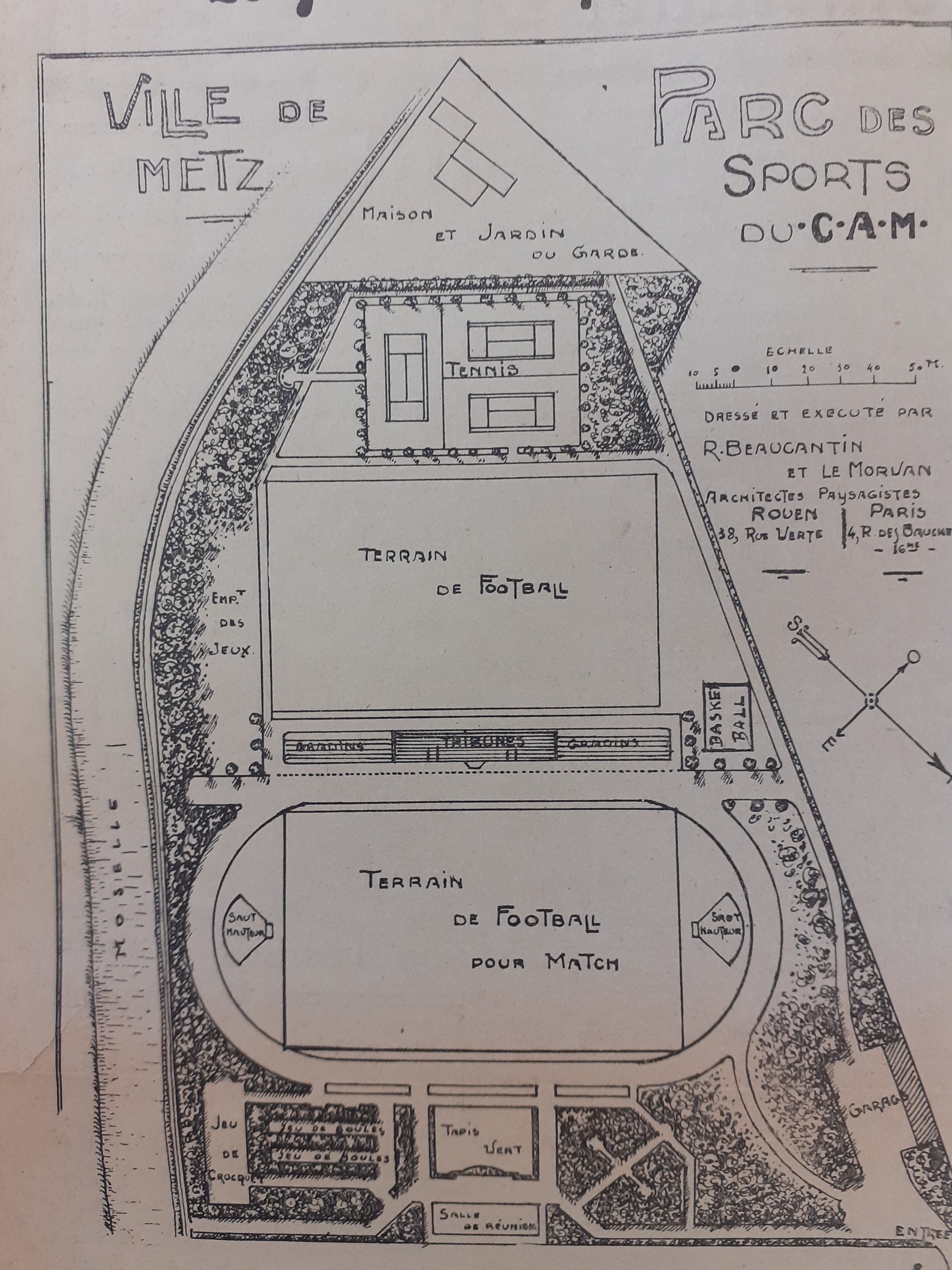
Передний план стадиона Сен-Симфорьен

Основные работы были проведены на стадионе «Сен-Симфорьен» в 1932 году с переходом клуба в профессиональный статус. В нем стало 10 000 мест, в том числе 2 000 крытых. Четыре года спустя стало доступно 15 000 мест.
В конце Второй мировой войны стадион был затоплен фашистами, но стадион быстро отремонтировали. Освещение для ночных матчей заработало в 1953 году, а главная трибуна была отремонтирована в 1962 году.

## Реконструкции
Несмотря на реконструкцию в начале 1970-х, стадион обветшал. В 1987 году северная трибуна была разрушена, и ее вместимость значительно увеличили. Стадион установил рекорд посещаемости — 28 766 зрителей 7 декабря 1991 года на матче «Мец — Марсель».
Одиннадцать лет спустя в 1998 году, клуб начал строительство новой трехэтажной трибуны на западном побережье вместимостью 9000 мест. При этом в 2001 году противоположная трибуна (восточная сторона) была снесена и заменена современной трибуной. В марте того же года стадион, полностью отремонтированный, стал вмещать 26 671 зрителей.
В июле 2018 года дочерняя компания футбольного клуба «Мец» SAS Immobilière Saint-Symphorien и город Мец подписали договор долгосрочной административной аренды сроком на 50 лет.
Клуб «Мец» начал работу по обновлении и модернизации стадиона в мае 2019 года. Целью проекта стало увеличение вместимости стадиона до 30 000 мест (стандарты ФИФА для международных матчей), а также сделать его современным стадионом. Проект завершен в 2021 году.

## События

### Сборная Франции по футболу
31 мая 2005 года стадион впервые принял французскую сборную по футболу, которая обыграла Венгрию со счетом 2:1 в присутствии 26 186 зрителей в товарищеском матче. Голы забили Джибриль Сиссе и Флоран Малуда (Франция) и Керекеш (Венгрия).
Во вторник 12 октября 2010 года «Сен-Симфорьен» был ареной отборочного матча Евро-2012 между сборной Франции и Люксембурга. «Синие» также выиграли с преимуществом в два гола, а голы забили Карим Бензема и Йоанн Гуркюфф.
4 июня 2016 г., французская футбольная команда встретилась со сборной Шотландии в матче подготовки к чемпионату Европы по футболу 2016, который проходил во Франции. В тот вечер «синие» выиграли матч со счетом 3:0 благодаря дублю Оливье Жиру и голу Лорана Косельни.
| Дата               | Матч                   | Команда 1 | Команда 2  | Счет | Зрители |
| ------------------ | ---------------------- | --------- | ---------- | ---- | ------- |
| 31 мая 2005 г.     | Товарищеский           | Франция   | Венгрия    | 2-1  | 26 186  |
| 12 октября 2010 г. | Квалификация Евро-2012 | Франция   | Люксембург | 2-0  | 24 170  |
| 4 июня 2016 г.     | Товарищеский           | Франция   | Шотландия  | 3-0  | 25 057  |

### Международные футбольные матчи
6 июня 2006 года, стадион принял международную встречу между Люксембургом и Португалией, потому-что стадион Жози-Бартель в Люксембурге имел слишком низкую вместимость для этого матча. Голы дважды забил Луиш Фигу и Симан Саброза.
| Дата           | Конкуренция  | Команда 1  | Команда 2  | Счет | Зрители |
| -------------- | ------------ | ---------- | ---------- | ---- | ------- |
| 6 июня 2006 г. | Товарищеский | Люксембург | Португалия | 0-3  | 19 957  |

## Характеристики
- Четыре трибуны: Cеверная трибуна (республиканская трибуна Лотарингии), южная трибуна (южная трибуна Мозеля), восточная трибуна и западная трибуна.
- 1500 VIP-мест, 6 VIP-зон
- Освещение: 2583 люкс
- Земля с гибридным газоном AirFibr